# Azorenaddertong
De azorenaddertong of kleine addertong (Ophioglossum azoricum) is een varen uit de addertongfamilie (Ophioglossaceae). De soort heeft een verspreidingsgebied over West-Europa en de eilanden van de noordelijke Atlantische Oceaan.
De azorenaddertong is zeer zeldzaam in Vlaanderen.

## Naamgeving enetymologie
- Synoniemen: Ophioglossum vulgatum subsp. ambiguum (Coss. & Germ.) E.F. Warburg., Ophioglossum vulgatum var. castellanum Sennen & Pau, Ophioglossum polyphyllum sensu Franco
- Duits: Azoren-Natternzunge
- Engels: Small Adder's Tongue
- Frans: Ophioglosse des Açores

De botanische naam Ophioglossum is afgeleid van Oudgrieks ὄφις, óphis (slang) en γλώσσα, glṓssa (tong), wat slaat op de slangentongachtige vorm van de sporenaar. De soortaanduiding azoricum betekent 'van de Azoren'.

## Kenmerken
De Azorenaddertong is een zeer kleine, 3 tot 10 cm hoge overblijvende, hemikryptofiete varen. Elke plant heeft meestal één, zelden enkele bladen, waarvan slechts één vruchtbaar blad of sporofyl. Het vruchtbare blad bestaat uit een bladvormig, onvruchtbaar deel of trofofoor en een iets langere vruchtbare sporenaar. De plant is overblijvend, maar de bladen overwinteren niet.
De trofofoor is slechts enkele 2 tot 3 cm lang, lichtgroen, ongesteeld, ovaal tot omgekeerd-eirond, met de grootste breedte in het midden en een puntige top. De sporenaar is eveneens ongedeeld, lijnlancetvormig, met een succulente steel en 4 tot 18 segmenten met sporenhoopjes in twee rijen gescheiden door een diepe gleuf, eveneens met een spitse top. De segmentjes breken in het midden open om de sporen vrij te laten.
De sporen komen vrij van juni tot september.

## Habitat
De Azorenaddertong komt voor op vochtige tot natte, matige voedselarme zandige grond, zelfs in zwak brak milieu, op zonnige, open plaatsen, zoals in duinvalleien, vochtige graslanden, rietlanden, lichte bossen, op onbeschutte kliffen. Ook in verstoorde plaatsen zoals opgravingen. In IJsland enkel op plaatsen met hoge geothermische activiteit.

## Voorkomen
De Azorenaddertong komt voor op de eilanden van de noordelijke Atlantische Oceaan zoals de Azoren, in West-Europa van Frankrijk over België en Groot-Brittannië tot in Ierland, in Duitsland en Polen en verder ook in IJsland en in Groenland.
In Vlaanderen is hij zeer zeldzaam in de duinen.

## Verwante en gelijkende soorten
De azorenaddertong heeft in Europa drie nauwe verwanten: de gewone addertong (Ophioglossum vulgatum), Ophioglossum lusitanicum en Ophioglossum polyphyllum.
De azorenaddertong kan van de andere onderscheiden worden door zijn beperkte grootte (tot 3,5 cm) en doordat er meestal meer dan één steriel blad per plant groeit.

## Bedreiging en bescherming
De azorenaddertong staat op de Vlaamse Rode Lijst (planten) als 'met verdwijning bedreigd'.